# Koreanischer U-Boot-Zwischenfall (1998)
Der koreanische U-Boot-Zwischenfall von 1998 ereignete sich am 22. Juni 1998 vor der Küste der südkoreanischen Stadt Sokcho.

## Ereignis
Am 22. Juni 1998 verfing sich ein nordkoreanisches U-Boot der Yugo-Klasse in einem Treibnetz in südkoreanischem Hoheitsgewässer etwa 18 km östlich des Hafens von Sokcho und 33 km südlich der Grenze zu Nordkorea. Die Besatzung eines südkoreanischen Fischerbootes beobachtete mehrere Mitglieder der U-Boot-Besatzung, die versuchten, das U-Boot aus dem Fischernetz zu befreien. Das Fischerboot benachrichtigte die südkoreanische Marine und eine Korvette der Pohang-Klasse schleppte das U-Boot mit der Besatzung zu einem Marinestützpunkt im Hafen der Stadt Donghae. Das U-Boot sank, als es in den Hafen geschleppt wurde. Es ist unklar, ob Schäden die Ursache waren, oder ob die Besatzung das Boot absichtlich versenkte.
Am 23. Juni bestätigte die Koreanische Zentrale Nachrichtenagentur, dass ein U-Boot bei einem Unfall bei einer Übung verloren gegangen war.
Am 25. Juni wurde das U-Boot aus einer Tiefe von ungefähr 30 Metern (100 Fuß) gehoben und die Leichen von neun Besatzungsmitgliedern geborgen. Anscheinend waren fünf Seeleute getötet worden, während offenbar vier Agenten Suizid begangen hatten. Das Vorhandensein südkoreanischer Getränke deutete darauf hin, dass die Besatzung eine Spionagemission durchgeführt hatte. Im U-Boot gefundene Logbücher zeigten, dass es bereits mehrfach in südkoreanische Gewässer eingedrungen war.
Die Leichen der U-Boot-Besatzungsmitglieder wurden anschließend auf dem Friedhof für nordkoreanische und chinesische Soldaten beigesetzt.